# Bruno Bongiovanni
Bruno Bongiovanni (Torino, 29 marzo 1947) è uno storico italiano.

## Biografia
Sposato dal 1968 con la studiosa di letteratura francese Mariolina Bongiovanni Bertini, professore ordinario sino al 2017, Bruno Bongiovanni ha conseguito nel 1972 la laurea in Storia contemporanea presso la Facoltà di Lettere e Filosofia dell'Università degli Studi di Torino. Argomento della tesi era la natura sociale dell'URSS, ritenuta antisocialista, tesi diventata libro nel 1975. In precedenza aveva fatto ricerche, pubblicando un libro, presso la Fondazione Giovanni Agnelli di Torino. Nel 1972-1973 ha lavorato al CNR. Ha poi iniziato la carriera universitaria all'Università di Torino.
Dal 1974 al 1981 è stato borsista e contrattista e poi, a partire dal 1981, è stato, sempre per Storia Contemporanea, ricercatore, professore associato e ben presto ordinario. Ha in continuità aderito ai corsi di laurea in Storia e in Scienze Storiche, aderendo altresì al Dipartimento Culture Politica e Società negli ultimi cinque anni di attività universitaria, appunto fino al 2017, quando sono state modificate le istituzioni della docenza. Dall'inizio del 1991 al 2004 ha tenuto annualmente, presso la sede torinese del Bureau International du Travail, corsi di storia della politica internazionale organizzati dal Ministero degli Affari Esteri per gli aspiranti alla carriera diplomatica. Concentrate principalmente sulla storia della rivoluzione francese, del socialismo, delle relazioni internazionali, dei rapporti USA-URSS, della guerra fredda, del totalitarismo e delle tre Italie (la liberale, la fascista e la repubblicana), le sue ricerche sono state effettuate, oltre che a Torino, Milano, Roma e Firenze, in buona parte a Parigi, ma anche a Berlino, Amsterdam, Londra, Zurigo e Vienna: è stato tradotto in sei lingue.
È socio corrispondente dal 2016 e socio nazionale residente dal 2024 dell'Accademia delle Scienze di Torino per storia, archeologia e geografia (classe di scienze morali, storiche e filologiche) ed è presente nel comitato scientifico dell'Istituto di Studi Storici Gaetano Salvemini di Torino, della Fondazione Luigi Firpo di Torino, della Fondazione Amadeo Bordiga di Formia, della Fondazione Luigi Micheletti di Brescia e della Fondazione Federico Chabod di Aosta.
Collabora e ha collaborato con diverse case editrici, con quotidiani, soprattutto l'Unità, oltre che con settimanali – tra i quali Rinascita  e Diario – e con mensili. Si è occupato di libri e di editoria in trasmissioni radiofoniche Rai.
Gli è stato assegnato il Premio nazionale letterario Pisa per la saggistica (1995). Ha anche diretto e dirige tre collane presso gli editori Laterza, Unicopli e Stylos. Ha pubblicato, per quel che riguarda le riviste, articoli, interventi, rubriche e recensioni su varie pubblicazioni, tra cui Passato e presente (della cui direzione ha fatto parte), Studi Storici, Rivista di Storia Contemporanea, L'Indice dei libri del mese, Belfagor, Il Ponte, Monthly Review, Telos, Quaderni storici, Quaderni di storia, Linea d'ombra, Mondoperaio, Tuttolibri, Il Tetto, Narcomafie e altre. Ha scritto saggi in opere con più volumi e in dizionari enciclopedici. E ha poi pubblicato e introdotto, sempre in volumi, testi, talora inediti in italiano, di Ottorino Perrone, Karl Marx, Friedrich Engels,  Daniel Guérin, Maximilien Rubel, Baruch Spinoza, John Tosh,  Bruno Rizzi, Isaiah Berlin,  Robert Palmer e Joel Colton,  Giovanni Borgognone,  Max Hölz, Luca La Rovere,  Elena Fallo e su Angelo Tasca.

## Opere principali
- Lo specchio dello sviluppo. La cultura politica degli intellettuali italiani di fronte all'industrializzazione, Torino, Fondazione Giovanni Agnelli, 1971
- L'antistalinismo di sinistra e la natura sociale dell'URSS, Milano, Feltrinelli, 1975
- L'Università di Torino durante il fascismo (con Fabio Levi), Torino, Giappichelli, 1976
- Il destino della burocrazia e la dissoluzione del trockismo, in Il marxismo da pensiero radicale a pensiero istituzionale, Milano, La Salamandra,1979
- Storia d'Europa (con Gian Carlo Jocteau e Nicola Tranfaglia), 4 voll., Firenze, La Nuova Italia, 1980-1981 (sezione dei 19 voll. de Il Mondo Contemporaneo, ivi, 1976-1983)
- L'universale pregiudizio. Le interpretazioni della critica marxiana della politica, Milano, La Salamandra, 1981
- Cronaca e storia nel romanzo d’appendice, in Il romanzo d’appendice. Carolina Invernizio, Torino, Gruppo Editoriale Forma, 1983
- Il mito giacobino, in Il modello politico giacobino e le rivoluzioni, Firenze,  La Nuova Italia, 1984
- La Prima Internazionale. Marxismo e anarchismo, Socialismo utopistico e genesi del marxismo, La revisione del marxismo e il movimento operaio, Società di massa, mondo giovanile e crisi di valori. La contestazione del ‘68, La caduta del comunismo, in La Storia, VIII/3, VII/2, X/5, Torino, UTET, 1986, 1988, 1994
- Il pensiero socialista nel secolo XIX, Torino, UTET, 1987
- Le repliche della storia. Karl Marx tra la rivoluzione francese e la critica della politica, Torino, Bollati Boringhieri, 1989
- L' albero della Rivoluzione. Le interpretazioni della Rivoluzione francese (con Luciano Guerci), Torino, Einaudi, 1989
- Grande atlante geografico e storico (con Dino Carpanetto e Sergio Roda), Torino, UTET, 1991
- Attraverso le interpretazioni del maggio francese, in La cultura e i luoghi del ‘68, Milano, FrancoAngeli, 1991
- Rileggere la guerra fredda, in Insegnare gli ultimi 50 anni. Riflessioni su identità e metodi della storia contemporanea, Firenze, La Nuova Italia, 1992
- Il periodo fascista, in L'Università di Torino. Profilo storico e istituzionale, Torino, Pluriverso, 1993
- Egemonia, Intellettuali (con Zygmunt Bauman) e  Populismo, in Enciclopedia delle Scienze Sociali, Roma, Treccani, 1993-1996[1]
- Il mondo contemporaneo, in Prima, Torino, UTET,  1994
- Explanatory Notes and Bibliography, in Norberto Bobbio, Ideological Profile of Twentieth-Century Italy, Princeton, Princeton University Press, 1995
- Bollati Boringhieri, in Storia dell’Editoria d’Europa, vol. II, San Casciano Val di Pesa, Shakespeare & Company, 1995
- La caduta dei comunismi, Milano, Garzanti, 1995 (Premio nazionale letterario Pisa per la saggistica, 1995)[2]
- Rivoluzione. Storia del concetto, in Alla ricerca della politica, Torino, Bollati Boringhieri, 1995
- Gli intellettuali, la cultura e i miti del dopoguerra, in Storia d'Italia. 5. La repubblica, Roma-Bari, Laterza, 1997
- Il socialismo, in Tradizione protestante e ricerca storica. L’impegno intellettuale di Giorgio Spini, Firenze, Olschki, 1998
- Le scienze umane, in Guida all'Italia contemporanea. 1861-1997. IV. Comportamenti sociali e cultura, Milano, Garzanti, 1998
- Nazione e nazionalismo nell’Ottocento, Il socialismo nell’Ottocento, L’idea di nazione, Il socialismo, in Il pensiero politico. Idee teorie dottrine, vol. III, tomo I e II, Torino, UTET, 1999
- Il Sessantotto studentesco e operaio, La conquista francese: epilogo di una insurrezione mancata, L’Università e l’Accademia: le Scienze giuridiche, economiche, sociali, statistiche, storiche, filosofiche e filologiche, in Storia di Torino, IX, VI, VII, Torino, Einaudi, 1999, 2000, 2001
- Stati e nazioni tra disordine e ordine internazionale, in Atlante del Novecento, Torino, UTET,  2000
- L’età del fascismo, in Storia della Facoltà di Lettere e Filosofia dell’Università di Torino, Firenze, Olschki,  2000
- La città, la storia, il secolo. Cento anni di storiografia a Torino (con Angelo D'Orsi e Patrizia Cancian), Bologna, il Mulino, 2001
- Nell'anno 2000. Dall'utopia all'ucronia (con Gian Mario Bravo), Firenze, Olschki, 2001
- Canone e storia dell'Italia unita, in Un canone per il terzo millennio, Milano, Bruno Mondadori, 2001
- La Russia d’inizio secolo: trasformazioni strutturali e politica estera, in Un viaggio un’epoca. La visita dello zar Nicola II a Racconigi. 23-25 ottobre 1909, Cuneo, Soprintendenza per i beni architettonici e per il paesaggio del Piemonte, 2002
- Rubel, Marx e il bonapartismo, in Bonapartismo, cesarismo e crisi della società, Firenze, Olschki, 2003
- Da Marx alla catastrofe dei comunismi. Traiettorie e antinomie del socialismo, Milano, Unicopli, 2003 (2ª ed.) (1ª ed. 2000)
- La contrainte extérieure. La politique étrangère du gouvernement Berlusconi, in L'Italie aujourd'hui. Situation et perspectives après le séisme des années 90, Paris, Éditions L'Harmattan, 2004
- L'età dell'imperialismo e la prima guerra mondiale, Roma, La Biblioteca di Repubblica, 2004
- L'autobiografia della nazione, in Cent'anni. Piero Gobetti nella storia d'Italia, Milano, FrancoAngeli, 2004
- Il totalitarismo: la parola e la cosa, in La chiesa cattolica e il totalitarismo, Firenze, Olschki,  2004
- Marx e la democrazia, in La democrazia tra libertà e tirannide della maggioranza nell'Ottocento, Firenze, Olschki, 2004
- L'opposizione al governo Berlusconi (con Francesco Tuccari), Roma-Bari, Laterza, 2004
- Il socialismo contro la nazione: il caso di Amadeo Bordiga (1911-1918), in La nazione in rosso, Soveria Mannelli, Rubbettino, 2005
- Revisionismo: storia e antistoria di una parola, in Gli storici si raccontano, Roma, manifestolibri, 2005
- Le classi dirigenti nella storia d'Italia (con Nicola Tranfaglia), Roma-Bari, Laterza, 2006
- Dizionario storico dell'Italia unita (con Nicola Tranfaglia), Roma-Bari, Laterza, 2007 (2ª ed.) (1ª ed. 1996)
- Totalitarisme : le mot et les choses, in Le totalitarisme en question, Paris, Éditions L'Harmattan, 2008
- La forza dei bisogni e le ragioni della libertà. Il comunismo nella riflessione liberale e democratica del Novecento (con Franco Sbarberi), Reggio Emilia, Diabasis, 2008
- Il concetto di Impero, in Imperi e imperialismo. Modelli e realtà imperiali nel mondo occidentale, Roma, Edizioni di Storia e Letteratura, 2009
- Marxismo, in Gli ismi della politica, Roma, Viella, 2010
- La revisione del marxismo tra fine Ottocento e i primi decenni del Novecento, in La fine del socialismo ? Francesco Saverio Merlino e l'anarchia possibile, Chieti, Centro Studi Libertari Camillo di Sciullo, 2010
- Stati, nazioni, democrazie. Storiografia e tragitti politici,  Milano, Unicopli, 2019
- Storia della guerra fredda, Roma-Bari, Laterza, 2023 (10ª ed.) (1ª ed. 2001)
- Umberto Levra, in   Atti dell'Accademia delle Scienze di Torino, 2-2022, Torino, Accademia delle Scienze di Torino, 2023
- Intellettuali (di Zygmunt Bauman e Bruno Bongiovanni, introd. di Emanuele Coccia), Roma, Treccani Libri, 2024